# Silnice I/33
Silnice I/33 je česká silnice I. třídy spojující města Hradec Králové, Jaroměř a Náchod a dále pokračující do Polska (směr Kladsko, Vratislav, Varšava). Délka silnice je 39,344 km a v celé délce je po ní vedena evropská silnice E67. V úseku mezi Hradcem a Jaroměří peážuje s I/37, v zásadě by mohla být bez faktického rozdílu zkrácena na úsek Jaroměř – státní hranice. K tomu dojde po převedení úseku Hradec Králové – Jaroměř pod krajskou správu, pravděpodobně po kompletním dokončení dálnice D11. Úsek pak bude označen jako II/611.
Před přečíslováním v roce 1998 byla silnice I/33 mnohem delší, začínala už v Písku a vedla dále přes Tábor, Čechtice (v těchto místech peáž s také již bývalou silnicí I/18), Zbraslavice, Kutnou Horu a Přelouč. Tento úsek je nyní rozdělen mezi silnice I/29, II/137, II/150, II/336, II/126, I/2 a II/333.

## Vedení silnice
- okružní křižovatka u Hradce Králové, křížení s I/11 a I/35
- okružní křižovatka u Hořenic, křížení s II/611 a I/37
- okružní křižovatka u Dolan, křížení s III/3075 a III/3071
- Svinišťany
- Velký Třebešov, křížení s III/28514 a II/307
- Česká Skalice, křížení a peáž s II/304, křížení s III/28513, křížení s III/3049
- křížení s III/30418
- Kleny, křížení s III/03326
- křížení s III/28520
- křížení s III/03327
- Staré Město nad Metují, křížení s III/30416 a I/14
- začátek Náchoda
- peáž s I/14, křížení s III/01420, III/30413 a III/28526
- křížení s I/14
- konec Náchoda, začátek Bělovsi
- křížení s III/30414
- hraniční přechod Náchod-Kudowa-Zdrój, pokračuje na polském území jako Silnice 8

## Modernizace silnice
| Číslo | Název                                     | Délka  | Kategorie | Zahájení výstavby | Uvedení do provozu | Křižovatky |
| ----- | ----------------------------------------- | ------ | --------- | ----------------- | ------------------ | ---------- |
| H68   | Plotiště - odstranění úrovňového přejezdu | 1,1 km | 11,5/80   | plánováno 2027    | plánováno 2029     |            |
| H53   | Jaroměř, obchvat                          | 6,6 km | 11,5/80   | 09/2022           | 09/2024            | Dolany     |
|       | Česká Skalice                             | 6,3 km | 11,5/80   | 01/2003           | 11/2009            |            |
| H68   | Náchod – obchvat                          | 6,5 km | 11,5/70   | 03/2025           | plánováno 2028     |            |

## Související silnice III. třídy
Na současné silnici I/33 jsou tři související silnice III. třídy:
- silnice III/03325 Jaroměř, spojka mezi I/33 a II/299 (1,045 km)
- silnice III/03326 Kleny – Šeřeč (1,707 km)
- silnice III/03327 odbočka na Vysokov (0,994 km)